# Halbacetalanhydride

Allgemeine Struktur von Halbacetalanhydriden. Definierende Untereinheit in blau.

Halbacetalanhydride (oder Hemiacetalanhydride) sind die formal durch kondensative Dimerisierung aus Halbacetalen entstandenen chemischen Verbindung. Es handelt sich um eine Funktionelle Gruppe, die in der definierenden Untereinheit einer alternierenden Kette von genau vier Kohlenstoffatomen und drei Sauerstoffatomen besteht. Halbacetalanhydride können somit bis zu sechs verschiedene Substituenten tragen, wobei die beiden äußeren Sauerstoffatome zwingend einen Alkyl- oder Arylsubstituenten tragen müssen, um der Definition von Halbacetalanhydriden zu genügen. Würde es sich bei den terminalen Substituenten hingegen um Acylgruppen handeln, spräche man von einem Halbacylalanhydrid.

## Vorkommen
Nichtreduzierende Zucker mit einer glykosidischen Bindung zwischen zwei anomeren Zentren wie zum Beispiel Saccharose und Trehalose sind bekannte Beispiele für Halbacetalanhydride.